# Niederlenz
Niederlenz (gsw. Niderlänz) – gmina (Einwohnergemeinde) w Szwajcarii, w kantonie Argowia, w okręgu Lenzburg. Liczy 4 841 mieszkańców (31 grudnia 2020).